# Per Truedsson
Per Truedsson (i riksdagen kallad Truedsson i Haganäs), född 11 oktober 1832 i Härslövs församling, död 23 oktober 1916 i Östra Broby församling, var en svensk lantbrukare och riksdagsman. 
Truedsson var lantbrukare i Haganäs i Östra Broby församling. Som riksdagsman var han ledamot av andra kammaren 1886–1896, invald i Östra Göinge domsagas valkrets.